# Klen u Mýtského mlýna
Klen u Mýtského mlýna je památný strom v Mýtě, části Tachova v okrese Tachov v Plzeňském kraji. Javor klen (Acer pseudoplatanus) v pyramidální formě roste u křížku u Mýtského mlýna na Lužním potoce západně od vsi v nadmořské výšce 546 m. Obvod jeho kmene měří 418 cm a výška stromu je 20 m (měření 2000). Javor je chráněn od roku 1987 pro svůj vzrůst a jako významný krajinotvorný prvek.

## Stromy v okolí
- Knížecí alej v Tachově